# Sonny Simmons
Huey "Sonny" Simmons (Louisiana, Estados Unidos, 4 de agosto de 1933 - 6 de abril de 2021) fue un músico de jazz estadounidense. Simmons creció en Oakland, California, donde aprendió a tocar el corno inglés. A la edad de 16 empezó a tocar el saxofón alto, el cual se convertiría en su instrumento primario. Debido a problemas personales, Sonny vagó por las calles de San Francisco por muchos años, hasta experimentar una resurrección de su carrera en los años noventa, cuando empezó a tocar en clubes nocturnos nuevamente. Dicho retorno estuvo marcado especialmente por dos producciones discográficas: Ancient Ritual y American Jungle, para la disquera Qwest Records, propiedad de Quincy Jones, sumado a algunas participaciones en importantes festivales de jazz en Europa, como el Moers Festival y el Saalfelden Jazz Festival.

## Discografía

### Líder
- Staying on the Watch (ESP-Disk, 1966)
- Music From the Spheres (ESP-Disk, 1968)
- Manhattan Egos (Arhoolie Records, 1968)
- Rumasuma (Contemporary Records, 1969)
- Burning Spirits (Contemporary Records, 1971)
- Backwoods Suite (West Wind, 1982)
- Global Jungle (Deal With It, 19908)
- Ancient Ritual (Qwest Records/Reprise, 1994)
- American Jungle (Qwest Records/Warner Bros, 1968)
- Tales Of The Ancient East (Parallactic, 2001)
- Jewels (Boxholder, 2004)
- The Future Is Ancient (2004)
- The Traveler (Jazzaway, 2005)
- I'll See You When You Get There (Jazzaway, 2006)
- Last Man Standing (Jazzaway, 2007)
- Ecstatic Nostalgia (Hello World!, 2007)
- True Wind (Hello World!, 2008)
- Atomic Symphony (Jazzaway, 2009)
- Symphony Of The Peacocks (Improvising Beings, 2011)
- Beyond The Planets (Improvising Beings, 2013)
- Leaving Knowledge, Wisdom And Brilliance (Improvising Beings, 2014)

Con The Cosmosamatics
- Reeds & Birds (Not Two, 2004)
- Free Within the Law (Not Two, 2007)
- Jazz Maalika (Saptakjazz, 2013)

Con Moksha Samnyasin
- Nomadic (Svart Records, 2014)

### Como acompañante
Con Prince Lasha
- The Cry! (Contemporary Records, 1962)
- Firebirds (Contemporary, 1967)

Con Elvin Jones/Jimmy Garrison
- Illumination! (Impulse! Records, 1963)

Con Eric Dolphy
- Conversations (1963)
- Iron Man (1963)